# I Rave You
Singles de Basto
Cloudbreaker
(2012) Bonny
(2012)
I Rave You est une chanson instrumentale du DJ et compositeur belge Basto sortie le 28 mai 2012. La version vocale est créditée I Rave You (Give It to Me). Le single sort sous le label discographique français de musique électronique Happy Music en France et sous le label ARS en Belgique. Ce single qui succède à Cloudbreaker sorti la même année, est distribué par le major Universal. La chanson est écrite et composé par Basto. Le single se classe dans 2 hit-parades de pays différents en France et en Belgique (Wallonie).
Le clip vidéo de la version instrumentale sort le 23 août 2012 sur le compte du label HappyMusic, la vidéo met en scène Basto en train de mixer dans un festival de musique Summer Festival.

## Liste des pistes
Promo - Digital Spinnin' 
1. I Rave You (Radio Edit) - 3:29
2. I Rave You (Original Mix)	 - 5:25

## Classement par pays
| Classement (2012)                       | Meilleure position |
| --------------------------------------- | ------------------ |
| Belgique (Flandre Ultratop 50 Singles)  | 33                 |
| Belgique (Wallonie Ultratop 50 Singles) | 6                  |
| Belgique (Dance charts)                 | 11                 |
| France (SNEP)                           | 29                 |
| France (Club 40)                        | 12                 |